# Honczary (sielsowiet Wołożyn)
Honczary (biał. Ганчары; ros. Гончары) – wieś na Białorusi, w obwodzie mińskim, w rejonie wołożyńskim, w sielsowiecie Wołożyn. Od południa graniczą z Wołożynem.
W dwudziestoleciu międzywojennym leżały w Polsce, w województwie nowogródzkim, w powiecie wołożyńskim.